# Jutta Pedersen
Jutta Pedersen, född 6 december 1946, är en svensk före detta friidrottare (långdistanslöpning) som tävlade för klubben Enhörna IF.